# Lâm sản ngoài gỗ

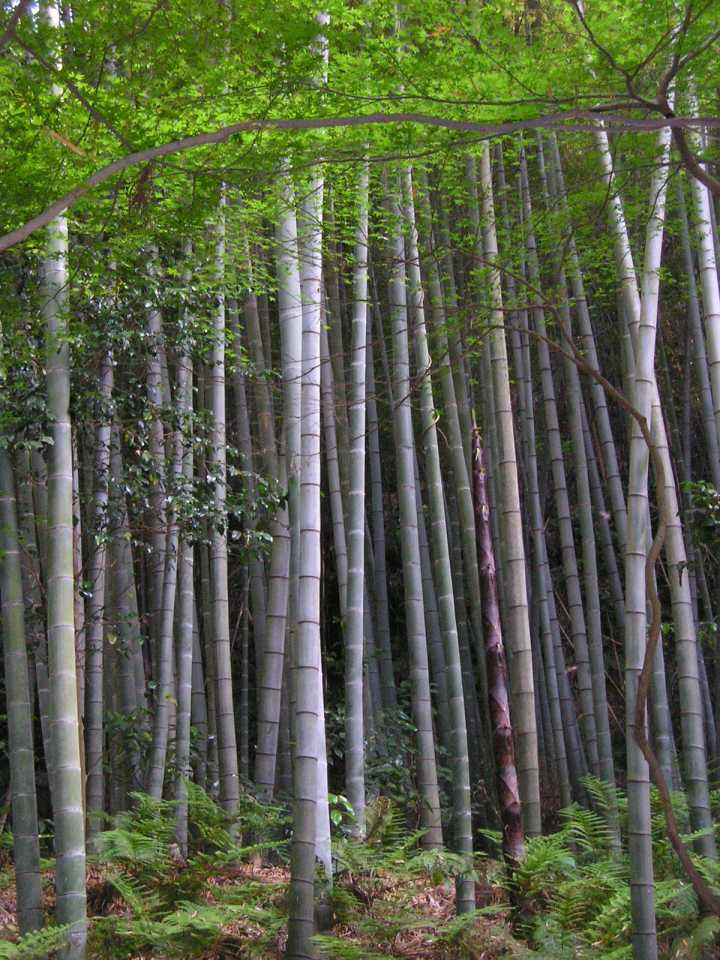
Cây tre là một trong những lâm sản ngoài gỗ quan trọng.

Lâm sản ngoài gỗ bao gồm tất cả các sản phẩm có nguồn gốc sinh học và các dịch vụ thu được từ rừng hoặc từ bất kỳ vùng đất nào có kiểu sử dụng đất tương tự, loại trừ gỗ ở tất cả các hình thái của nó. Trước đây người ta khái niệm lâm sản chủ yếu là gỗ, ít quan tâm đến các thành phần khác gỗ. Ngày nay, trong các chiến lược phát triển bền vững của các dự án lâm nghiệp xã hội, nông lâm kết hợp người ta chú ý nhiều đến các lâm sản khác ngoài gỗ. 

## Phân loại
Chúng ta có thể sơ bộ chia thành các nhóm lâm sản ngoài gỗ:
- Các loại sản phẩm tre, luồng, giang, nứa,..
- Các loại sản phẩm song, mây,...
- Các loại lâm đặc sản: cánh kiến, quế, hồi, sa nhân,..
- Các sản phẩm cho thực phẩm có nguồn gốc động vật.
- Các loại dược liệu.
- Các loại nhựa: nhựa thông, nhựa trám,...
- Các loại tinh dầu chiết suất từ các bộ phận của cây.
- Các dịch vụ du lịch sinh thái rừng, nghiên cứu lâm học.

## Nghiên cứu
Nghiên cứu lâm sản ngoài gỗ đã tập trung vào ba khía cạnh: thứ nhất lâm sản ngoài gỗ như một loại hàng hóa tập trung vào thu nhập và thị trường nông thôn; khía cạnh thứ hai như một biểu hiện của kiến thức truyền thống hoặc như một lựa chọn sinh kế cho các nhu cầu hộ gia đình nông thôn; và khía cạnh cuối cùng, như là một thành phần quan trọng của quản lý rừng bền vững và các chiến lược bảo tồn. Những quan điểm thúc đẩy hàng hóa lâm sản có giá trị và các công cụ quan trọng để có thể thúc đẩy việc bảo tồn rừng. Trong một số hoàn cảnh, việc thu thập và sử dụng lâm sản ngoài gỗ có thể là một cơ chế cho việc xóa đói giảm nghèo và phát triển địa phương.